# Jerzy Banak
Jerzy Banak (ur. 4 kwietnia 1946 w Łagowie) – ksiądz rzymskokatolicki, prałat, biblista. Był członkiem Międzywyznaniowego Zespołu Tłumaczy Biblii Ekumenicznej, współautorem przekładu Biblii Ekumenicznej.

## Życiorys

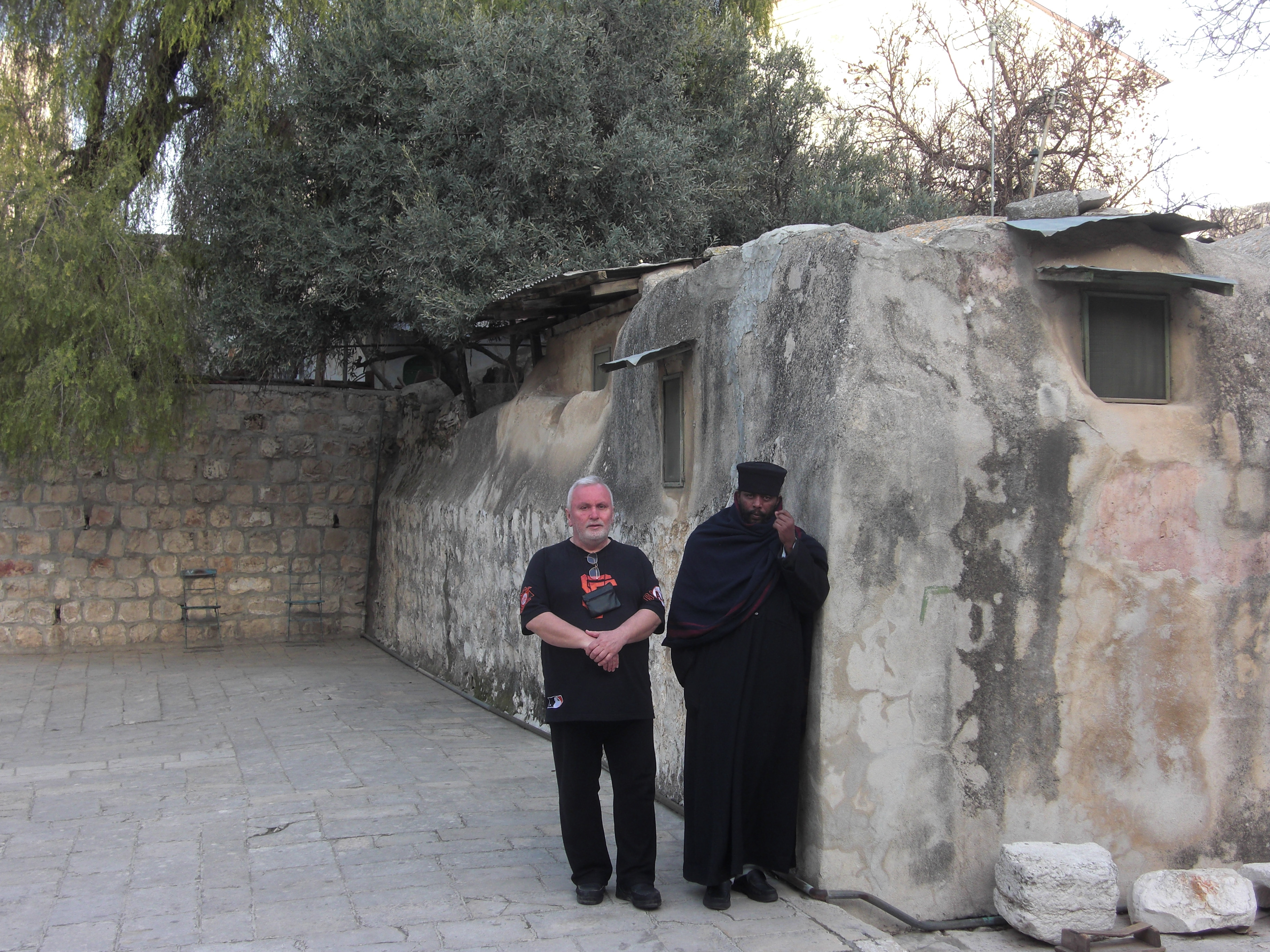
Jerozolima (2009)

Święcenia kapłańskie przyjął w 1970 w Warszawie. Następnie pracował jako wikariusz w parafiach archidiecezji warszawskiej w: Jaktorowie, Kobyłce, Komorowie, Grodzisku Mazowieckim i Warszawie.
W latach 1983–1984 studiował teologię biblijną w Akademickim Studium Teologii Katolickiej i na Akademii Teologii Katolickiej. W latach 1987–1993 był proboszczem w Cegłowie, w latach 1993–2002 w Starej Miłośnie , w latach 2002–2007 w parafii Miłosierdzia Bożego na Saskiej Kępie w Warszawie.
W latach 2007–2013 był proboszczem parafii Imienia Najświętszej Marii Panny w Międzylesiu w Warszawie. Od 6 lipca 2013 rezydent parafii Św. Apostołów Jana i Pawła w Warszawie.
Przewodnik pielgrzymek do Ziemi Świętej.

## Biblistyka
W 1985 r. został odznaczony Nagrodą im. Włodzimierza Pietrzaka za popularyzację Pisma Świętego i apostolat biblijny. Jest autorem kilkuset artykułów i opracowań popularyzujących Biblię.
W latach 1983–1987 prowadził wykłady w Wyższym Seminarium Duchownym Misjonarzy Świętej Rodziny w Kazimierzu Biskupim. W latach 2000–2007 wykładał introdukcję biblijną w Wyższym Seminarium Duchownym Diecezji Warszawsko-Praskiej na Tarchominie w Warszawie.

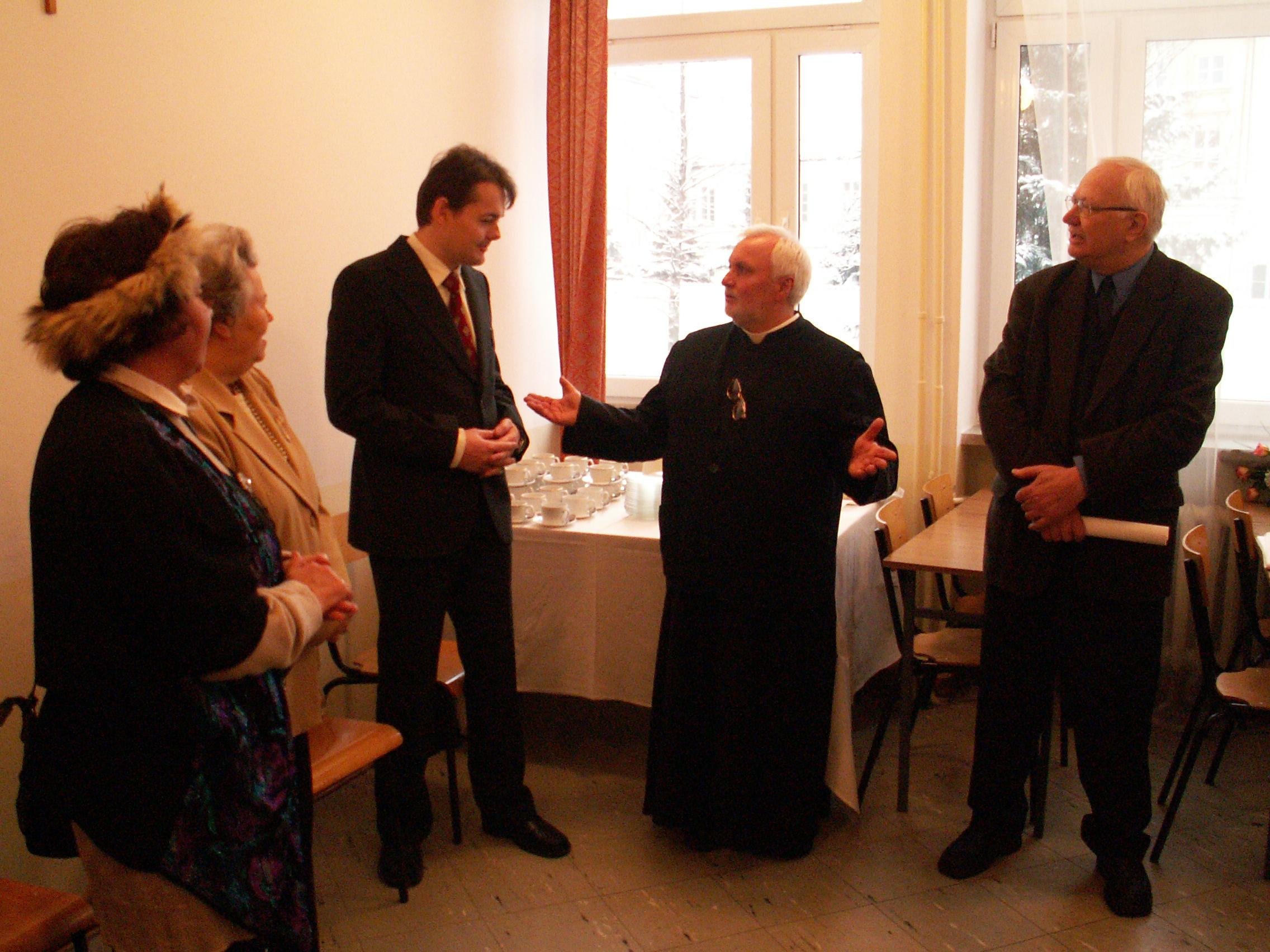
W ekumenicznym towarzystwie; od prawej: E. Czajko, Jerzy Banak, L. Jańczuk, B. Enhlolc-Narzyńska.

W latach 1994–2001 uczestniczył w ekumenicznym przekładzie Nowego Testamentu jako autor przekładu 1 Listu do Tesaloniczan, 2 Listu do Tesaloniczan i współautor Ewangelii według św. Mateusza, Ewangelii według św. Marka, Ewangelii według św. Łukasza, 1 Listu św. Jana, 2 Listu św. Jana, 3 Listu św. Jana. Ewangelie synoptyczne tłumaczone były przez zespół tłumaczy, Listy Jana tłumaczył wespół z Leszkiem Jańczukiem.
Po ukazaniu się ekumenicznego przekładu Nowego Testamentu jego język stał się przedmiotem analiz naukowych. Poloniści skrytykowali język publikacji za porzucenie tzw. „stylu biblijnego”. Wraz z Leszkiem Jańczukiem na łamach „Roczników Teologicznych Warszawsko-Praskich”, „Niedzieli”, „Chrześcijanina”, „Pielgrzyma Polskiego”, „Znaków Czasu”, a także kwartalnika „Słowo i Życie” zaangażował się w obronę przekładu ekumenicznego. W latach 2002–2004 ukazywały się też artykuły w „Bliżej Biblii” poruszające tę kwestię. Wraz z L. Jańczukiem bronił założeń koncepcyjnych przekładu, uzasadniając dobór szaty językowej przekładu oraz jego strony leksykalnej.
W latach 2002–2004 był redaktorem naczelnym kwartalnika Bliżej Biblii. Celem kwartalnika było „przybliżenie i uczynienie bardziej zrozumiałym natchnionego Słowa Bożego czyli Pisma Świętego” . W kwartalniku zamieszczane były artykuły dotyczące Biblii: jak powstawała na przestrzeni wieków, o rękopisach, przekładach i drukowanych wydaniach Biblii, o roli Biblii w życiu wybitnych jednostek. Do stałych współpracowników należeli: Krzysztof Bardski, Stanisław Jankowski, Leszek Jańczuk, Rafał Leszczyński, Piotr Klimek, Andrzej Tyburczy. Opisał okoliczności powstania przekładu ekumenicznego.

## Ruch ekumeniczny

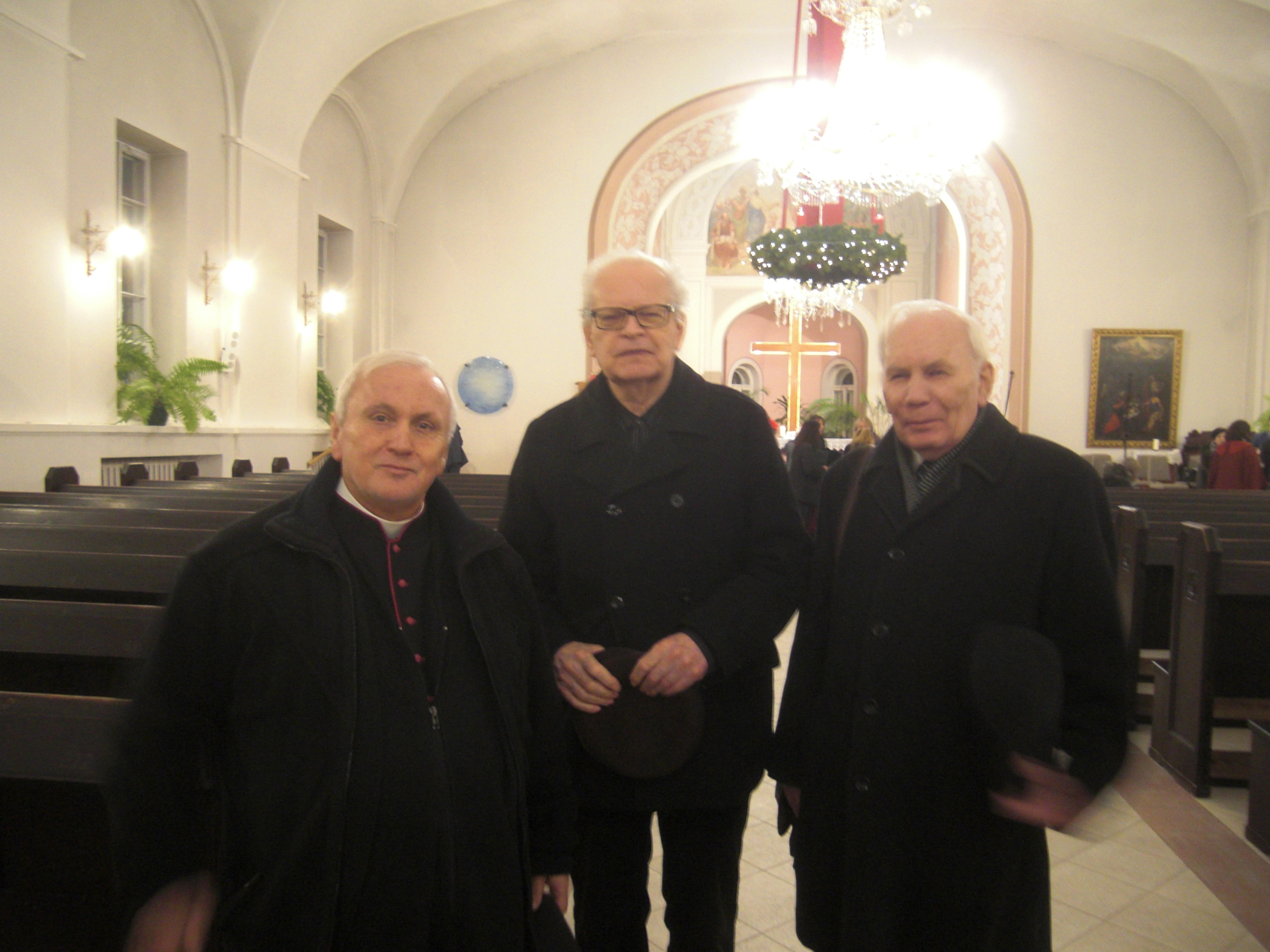
Od lewej: Banak, Preiss, Lipiński (2016).

Związany ściśle z ruchem ekumenicznym i pracami nad polskim przekładem ekumenicznym Nowego Testamentu. Członek i od 1993 wiceprzewodniczący przez trzy kadencje Komitetu Krajowego Towarzystwa Biblijnego w Polsce, członek Komitetu Przekładu Biblii Ekumenicznej.
Od 1994 roku był przewodniczącym Krajowego Komitetu Ekumenicznych Dni Biblijnych.

## Publikacje
- Z odnowionym zapałem powrócić do Biblii, Bel Studio Wydawca, 2015.
- Drugi polski Papież, „Nasz Dziennik” 2023, nr 5, s. 4-5.
- Stąd rozpoczęła się ewangelizacja Europy, „Nasz Dziennik” 2023, nr 152, s. 12-13.